# Ropica albomaculata
Ropica albomaculata är en skalbaggsart som beskrevs av Maurice Pic 1945. Ropica albomaculata ingår i släktet Ropica och familjen långhorningar. Inga underarter finns listade i Catalogue of Life.